# Amalie Zephyrine van Salm-Kyrburg

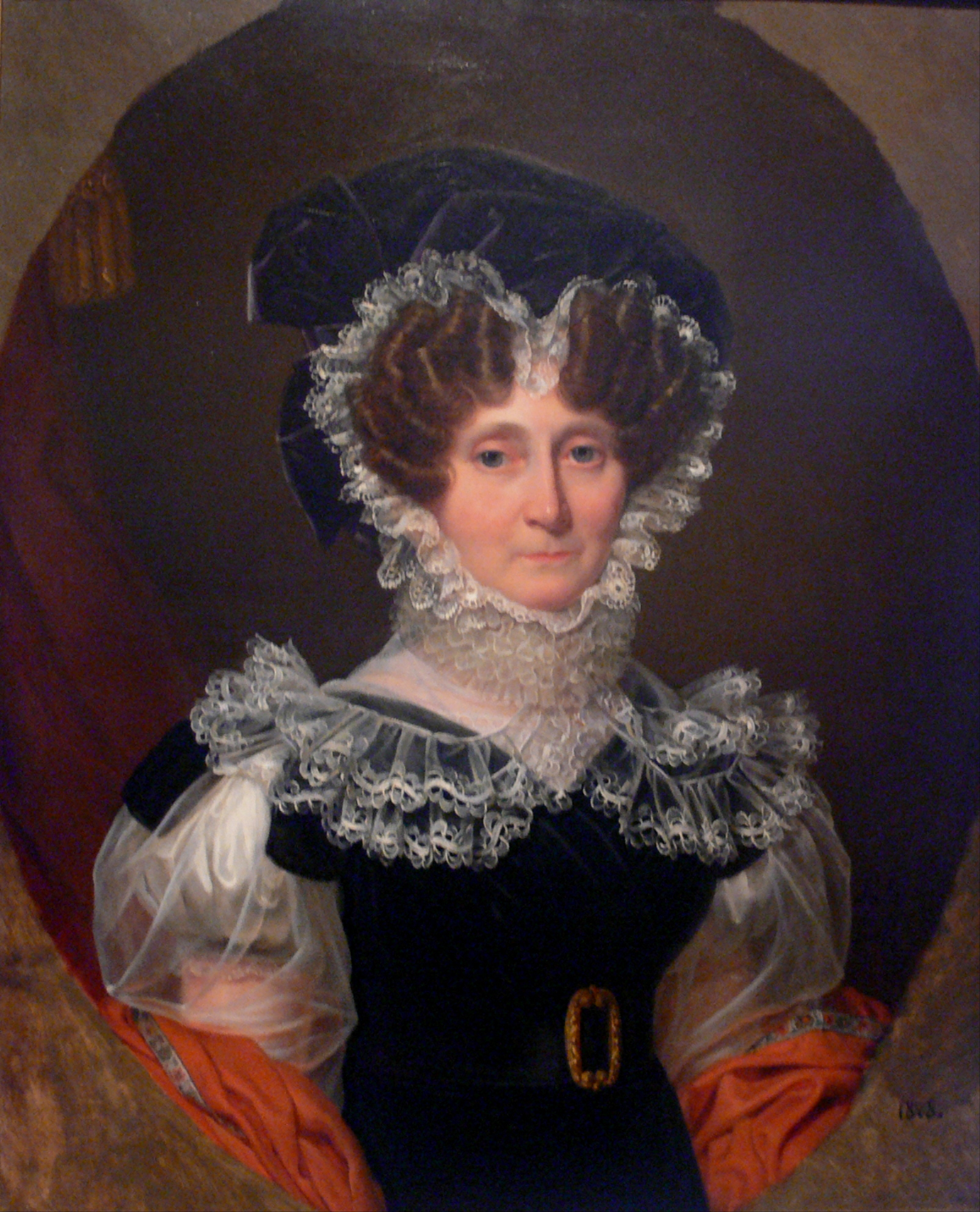
Amalie Zephyrine van Salm-Kyrburg

Amalie Zephyrine van Salm-Kyrburg (Parijs, 6 maart 1760 – Sigmaringen, 17 oktober 1841) was als dochter van vorst Philip Joseph van Salm-Kyrburg een prinses van Salm-Kyrburg en als echtgenote van vorst Anton Alois van Hohenzollern-Sigmaringen vorstin van Hohenzollern-Sigmaringen.

## Leven
Amalie Zephyrine was het achtste kind en de jongste dochter van vorst Philip Joseph van Salm-Kyrburg en Maria Theresia van Horne. In 1782 trad ze op verzoek van haar ouders in het huwelijk met erfprins Anton Alois van Hohenzollern-Sigmaringen. Ze had het echter niet naar haar zin in haar nieuwe thuisstad en keerde in 1785 drie weken na de geboorte van haar zoon Karel alleen terug naar haar geboortestad Parijs. Daar was haar broer, vorst Frederik III, bezig met de bouw van het Hôtel de Salm, dat de Parijse residentie zou worden van de familie Salm-Kyrburg en een verzamelplaats voor vele leden van de hoge adel. Tijdens de Franse Revolutie verloren haar broer Frederik III van Salm-Kyrburg en haar minnaar Alexandre de Beauharnais het leven onder de guillotine. Zelf wist Amalie Zephyrine de Revolutie te overleven. In 1797 kocht ze de begraafplaats, waarop haar broer en minnaar in een massagraf waren geworpen. Ondanks dit alles onderhield de prinses goede contacten met een aantal invloedrijke personen van de Revolutie, zoals Charles-Maurice de Talleyrand en Joséphine de Beauharnais, de weduwe van haar minnaar die later hertrouwde met Napoleon Bonaparte.

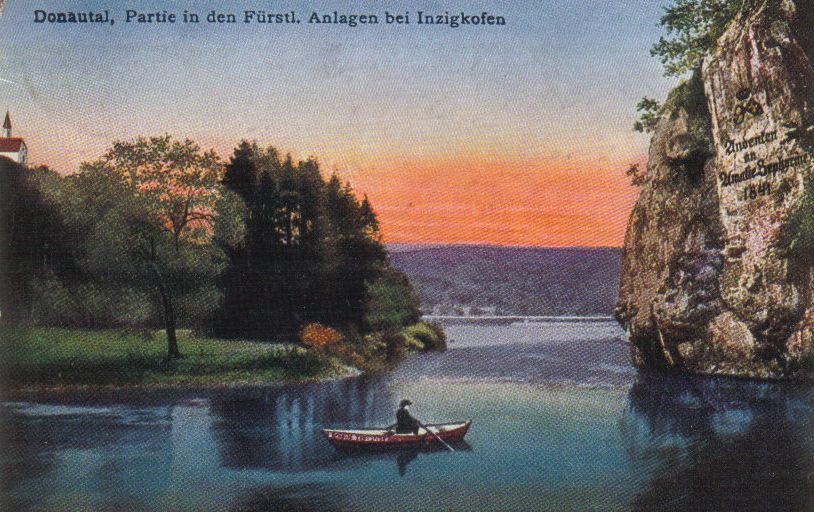
De naar prinses Amalie Zephyrine vernoemde rotspartij Amalienfels

Een paar jaar lang probeerde Amalie Zephyrine haar contacten aan het hof van Napoleon te gebruiken om de mediatisering van Hohenzollern-Sigarmaringen tegen te gaan. Dit lukte uiteindelijk. Ook trad ze op als voogd voor haar minderjarige neefje Frederik IV van Salm-Kyrburg (1789-1859), die in 1794 na de onthoofding van zijn vader vorst van Salm-Kyrburg was geworden.
Na twintig bewogen jaren in Parijs keerde de prinses in 1822 terug naar Hohenzollern-Sigmaringen terug, waar ze woonde in een bijgebouw van het voormalige klooster Inzigkofen, dat haar echtgenoot voor haar had laten inrichten.

## Trivia
- De inwoners van Hohenzollern-Sigmaringen hebben een rotswand in het Donaudal naar haar Amalienfelsen genoemd.